# Фелікс Гаммонд
Фелікс Кваку Гаммонд (англ. Felix Kwaku Hammond, нар. 6 січня 2001, Аккра, Гана) — ганський футболіст, нападник галицьких «Карпат».

## Життєпис
Народився в Аккрі, футбольну освіту здобув на батьківщині. На початку липня 2019 року виїхав до Іспанії, де став гравцем «Алькобендаса». У футболці нового клубу дебютував 22 вересня 2019 року в нічийному (1:1) домашньому поєдинку 5-го туру Терсера Дивізіону проти «Ель-Аламо». Фелікс вийшов на поле в стартовому складі та відіграв увесь матч, а на 62-й хвилині відзначився першим голом у дорослому футболі. У сезоні 2019/20 років зіграв 23 матчі в іспанській Терсері, в яких відзначився 6-ма голами. Сезон 2020/21 років розпочав у другій команді «Леганесі», з липня по грудень 2020 року відіграв 2 поєдинки. На початку 2021 року повернувся до «Папкуельйос», в якому встиг зіграти ще 5 матчів у Терсері.  На початку лютого 2021 року підсилив інший колектив Терсери, «Флат Ерз». У чемпіонаті Іспанії провів 12 поєдинків.
1 жовтня 2021 року підписав контракт з «Карпатами». У футболці галицького клубу дебютував 17 жовтня 2021 року на 61-й хвилині програного (1:2) виїзного поєдинку 14-го туру групи А Другої ліги України проти київського «Лівого берега». Фелікс вийшов на поле на 54-й хвилині, замінивши Олега Березу. 